# Educação na cidade de São Paulo
A Educação na cidade de São Paulo tem um sistema bem desenvolvido de ensino primário e secundário, público e privado, e uma variedade de profissionais de escolas técnicas. Mais de nove décimos da população é alfabetizada, e aproximadamente a mesma proporção dos 7 anos aos 14 anos de idade estão matriculadas na escola. Entre as muitas instituições de ensino superior, podem-se destacar a Universidade Federal de São Paulo, a Universidade Estadual Paulista, a Faculdade de Tecnologia de São Paulo, o Instituto Federal de São Paulo e a Universidade de São Paulo (USP), criada em 1934 tem o maior número de vagas de graduação e de pós-graduação no Brasil,
Brasil foi responsável por cerca de 2% da produção mundial de ciência entre 1998 e 2006 e a USP foi responsável por 0,5% dessas pesquisas no mundo. Instituições filiadas à universidade incluem o Instituto Butantan, pólo de pesquisa biomédica fundado em 1901, e atualmente vinculado à Secretaria de Saúde de São Paulo, fabrica antígenos e vacinas diversos, e é o maior produtor nacional de soros antiofídicos. Centro de renome internacional em pesquisa científica de animais peçonhentos, conta com 14 laboratórios e um núcleo de biotecnologia. O município também possui universidades particulares de grande reputação nacional e internacional, como a Pontifícia Universidade Católica de São Paulo e a Universidade Presbiteriana Mackenzie, além de diversos institutos de ensino superior e pesquisa em áreas específicas, entre os quais podem ser destacados a Fundação Armando Álvares Penteado (FAAP) (engenharia, artes e ciências humanas), a Fundação Getúlio Vargas (FGV) (administração  e direito) e a Escola Superior de Propaganda e Marketing (ESPM).

## Sistema de ensino
Com 2.725 estabelecimentos de ensino fundamental, 2.998 unidades pré-escolares, 1.199 escolas de nível médio e 146 instituições de nível superior, a rede de ensino da cidade é a mais extensa do país. Ao total, são 2.850.133 matrículas e 153.284 docentes registrados.
| Educação em São Paulo em números | Educação em São Paulo em números | Educação em São Paulo em números | Educação em São Paulo em números | Educação em São Paulo em números | Educação em São Paulo em números       | Educação em São Paulo em números |
| Nível                            | Matrículas                       | Estudantes da rede pública (%)   | Docentes                         | Escolas (total)                  | Unidades de ensino da rede pública (%) | Ano de referência                |
| -------------------------------- | -------------------------------- | -------------------------------- | -------------------------------- | -------------------------------- | -------------------------------------- | -------------------------------- |
| Ensino pré-escolar               | 371 838                          | 72,75                            | 17 878                           | 2 998                            | 24,25                                  | 2007                             |
| Ensino fundamental               | 1 591 536                        | 82,11                            | 71 569                           | 2 725                            | 55,27                                  | 2007                             |
| Ensino médio                     | 457 680                          | 84,15                            | 28 009                           | 1 199                            | 51,96                                  | 2007                             |
| Ensino superior                  | 429 079                          | 11,22                            | 35 828                           | 146                              | 4,11                                   | 2005                             |

### Indicadores
O fator "educação" do IDH no município atingiu em 2010 a marca de 0,725 – patamar considerado alto, em conformidade aos padrões do Programa das Nações Unidas para o Desenvolvimento (PNUD)  – ao passo que a taxa de analfabetismo indicada pelo último censo demográfico do IBGE foi de 4,9%, superior apenas à porcentagem verificada nas cidades de Curitiba, Porto Alegre, Florianópolis, Rio de Janeiro, Vitória e Belo Horizonte.

O índice 0,725 de IDH-Educação em 2010, mesmo considerado alto pelos padrões do PNUD, coloca a cidade de São Paulo na 149ª posição na classificação dos 5.565 municípios brasileiros.
Tomando-se por base o relatório do Índice de Desenvolvimento da Educação Básica (IDEB) de 2007, São Paulo obteve a nona colocação entre as capitais brasileiras. Na classificação geral do Exame Nacional do Ensino Médio (ENEM) de 2007, três escolas da cidade figuraram entre as 20 melhores do ranking, sendo os colégios Vértice, Bandeirantes e Móbile os respectivos terceiro, décimo quarto e vigésimo colocados. Contudo – e em consonância aos grandes contrastes verificados na metrópole –, em algumas regiões periféricas e empobrecidas, o aparato educacional público de nível médio e fundamental é ainda deficitário, dada a escassez relativa de escolas ou recursos. Nesses locais, a violência costuma impor certas barreiras ao aproveitamento escolar, constituindo-se em uma das causas preponderantes à evasão ou ao aprendizado carencial.

## Ensino superior
Contemplado por expressivo número de renomadas instituições de ensino e centros de excelência, São Paulo é o maior pólo de pesquisa e desenvolvimento do Brasil, responsável por 28% da produção científica nacional – segundo dados de 2005. No cenário atual, destacam-se importantes universidades públicas e privadas, muitas delas consideradas centros de referência em determinadas áreas.
As universidades públicas sediadas na cidade de São Paulo são:

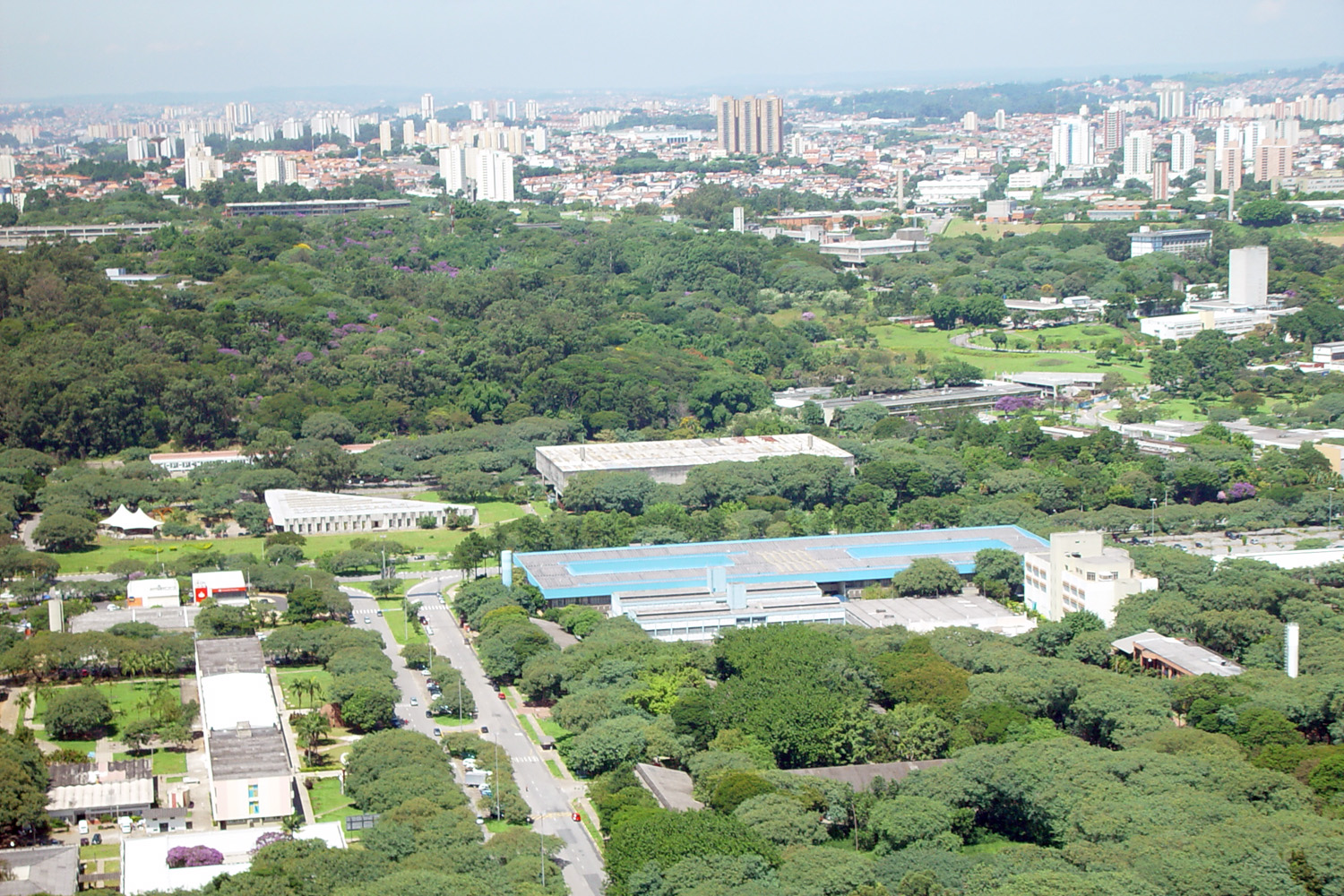
Cidade Universitária Armando de Salles Oliveira, com os edifícios da FAUUSP e da FEAUSP em destaque.

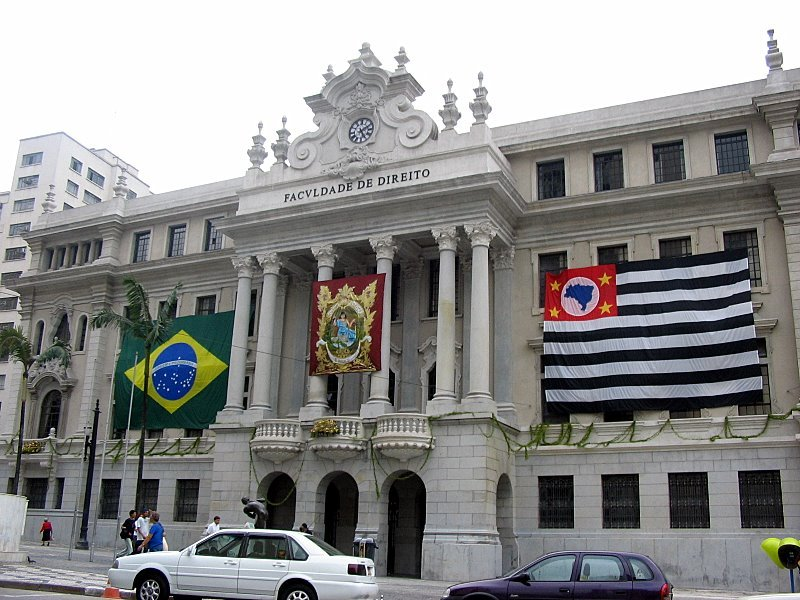
Faculdade de Direito da Universidade de São Paulo.

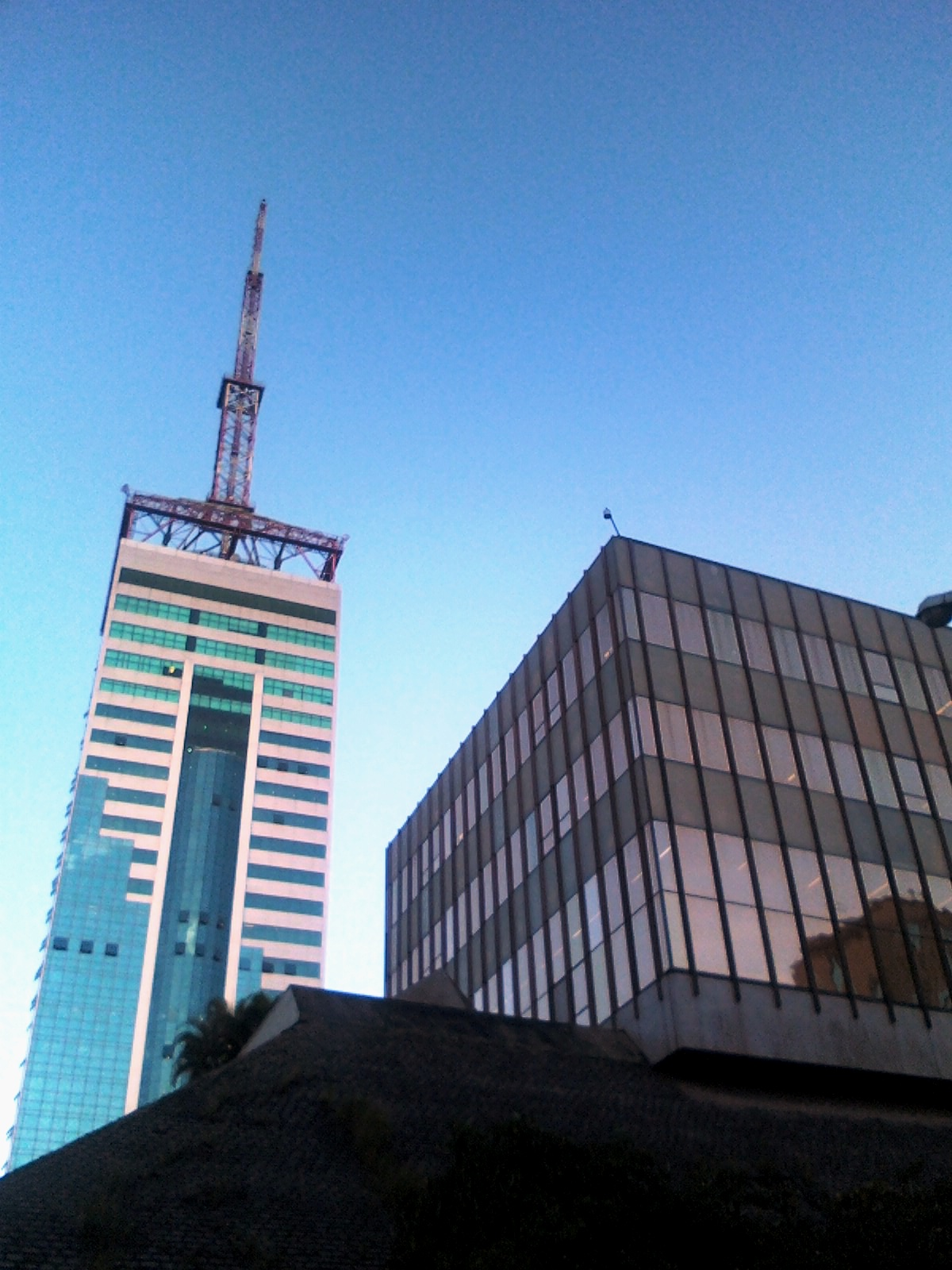
UNIP Campus Paraíso e Centro de Controle Operacional do metrô de São Paulo.

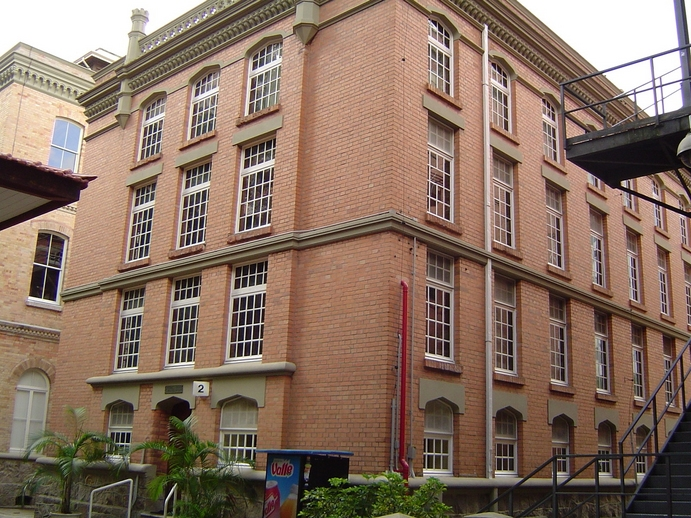
Biblioteca Central "George Alexander" da Universidade Presbiteriana Mackenzie.

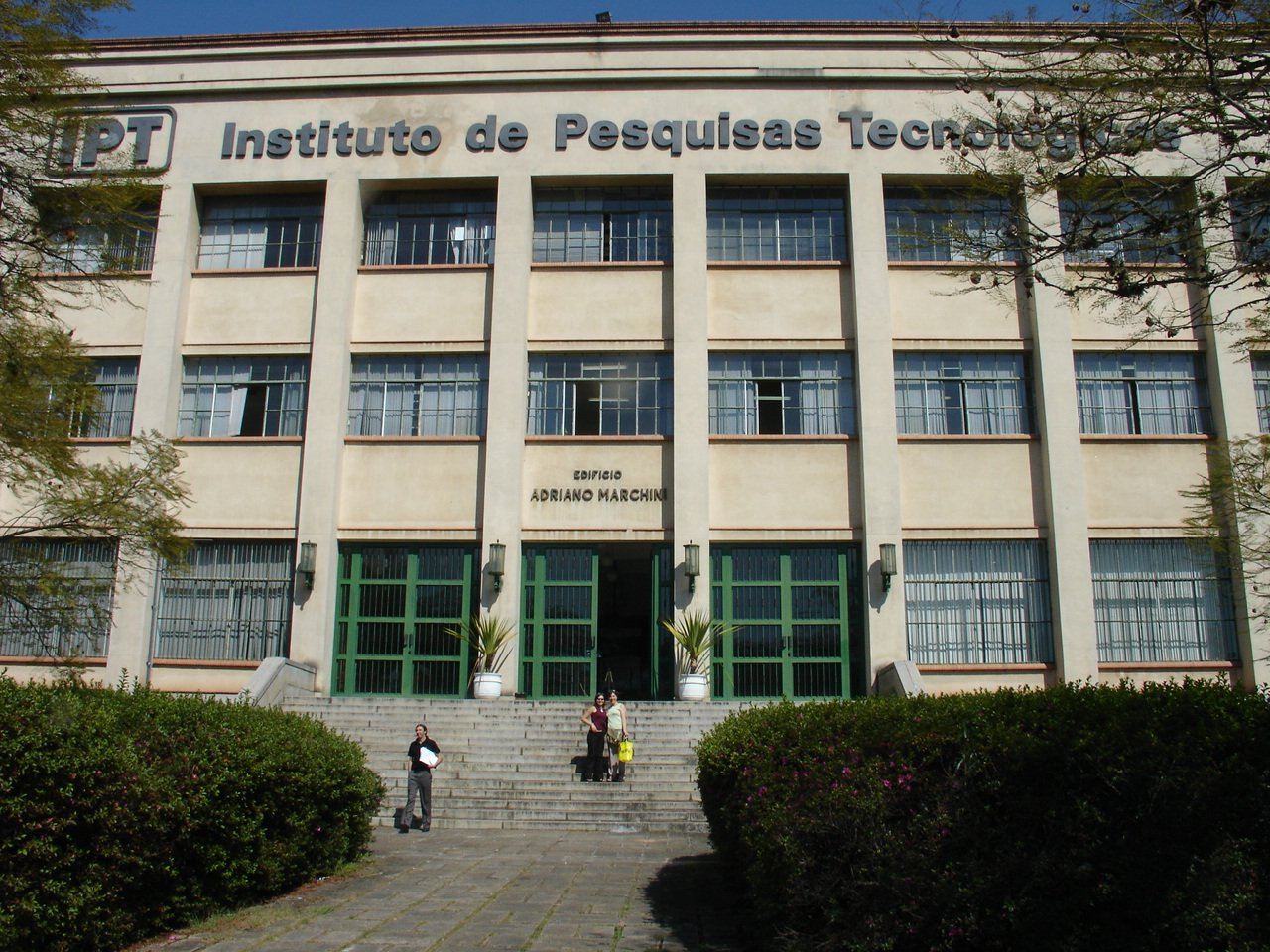
Instituto de Pesquisas Tecnológicas.

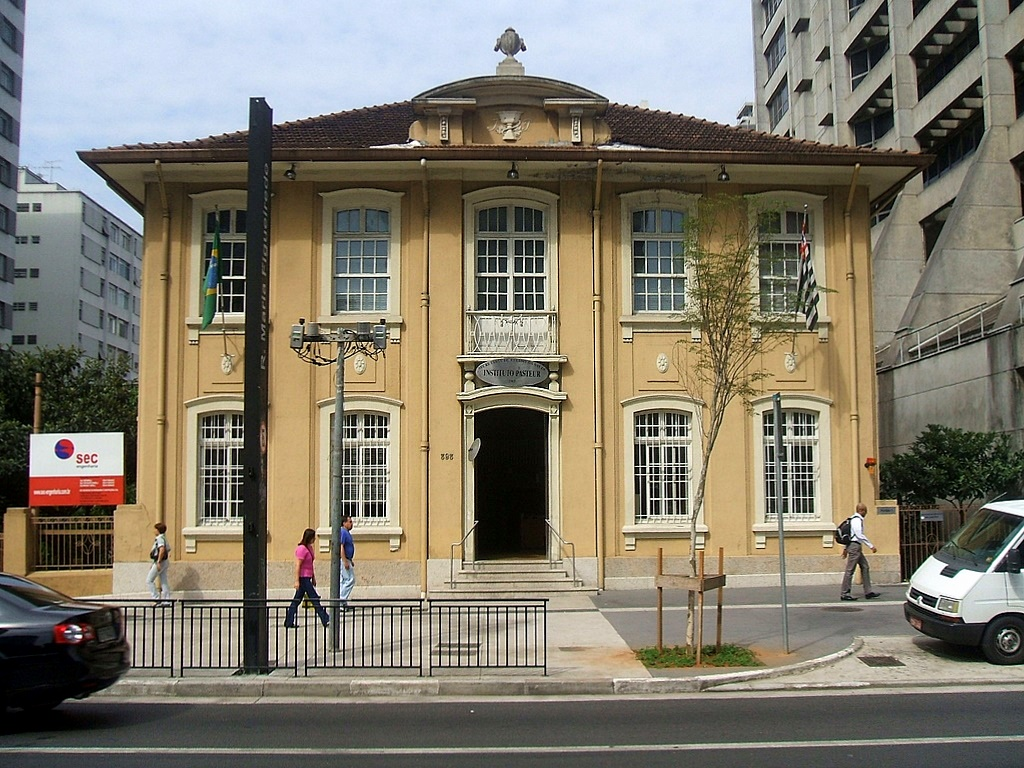
Instituto Pasteur, na Avenida Paulista.

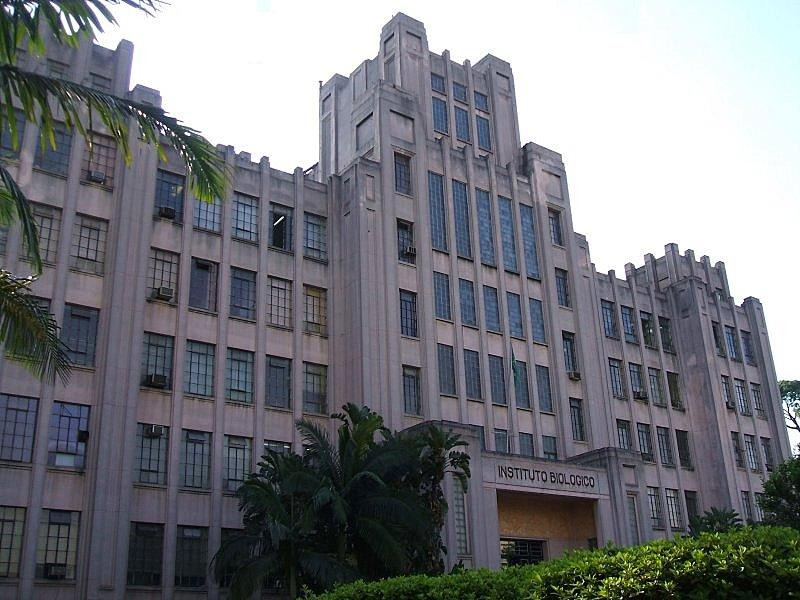
Instituto Biológico, na Vila Mariana.

- Universidade de São Paulo (USP): fundada em 1934, desempenha um papel de destaque no desenvolvimento científico nacional. Tem seu principal campus situado às margens do rio Pinheiros, nas dependências da extinta fazenda Butantan, em uma área de 3.600 hectares. É a maior universidade pública do país, e conta com unidades de graduação, pós-graduação, extensão e pesquisa nas áreas de ciências exatas, biológicas e humanas, departamentos complementares, institutos especializados, e fundações conveniadas. Dispõe de sistema de bibliotecas integrado, orquestra, coral, hospitais, centros odontológico e de psicologia clínica, museus, centros esportivos e rádio. No "Ranking das 500 melhores universidades do planeta" – divulgado em novembro de 2007 pelo "Higher Education Evaluation & Accreditation Council of Taiwan", que avaliou e classificou o desempenho da produção científica em universidades do mundo todo – a USP aparece como a instituição de ensino superior da América Latina mais bem colocada, ocupando a 94ª posição.[12]
- Universidade Federal de São Paulo (Unifesp): destacado centro de graduação e pós-graduação, sobretudo na área de saúde, conta com seu maior campus localizado na cidade, o qual congrega os cursos de Medicina, Enfermagem, Ciências Biomédicas, Fonoaudiologia e Tecnologia Oftálmica. Foi uma das primeiras instituições a organizar os programas de residência médica no país (1957) e de pós-graduação (1970), reconhecidos entre os pioneiros da área de saúde no Brasil.[13]
- Universidade Estadual Paulista (Unesp): criada em 1976, com a unificação dos "Institutos Isolados de Ensino Superior" do estado de São Paulo, a instituição disponibiliza cursos de graduação e pós-graduação em diversas áreas do conhecimento. Possui campi espalhados por várias cidades do estado, com a reitoria instalada na capital paulista, onde também se encontra o Instituto de Artes. No "Ranking das 500 melhores universidades do planeta", aparece na 485ª posição.[12]
- Faculdade de Tecnologia de São Paulo (FATEC-SP): É uma instituição pública de ensino superior pertencente ao Centro Estadual de Educação Tecnológica Paula Souza (CEETEPS) pioneira na graduação de tecnólogos. Seus cursos tendo sido ministrados ininterruptamente desde 1970. Os cursos em geral são difíceis e são bem reconhecidos pelo mercado.
- Instituto Federal de São Paulo (IFSP): Antigo Centro Federal de Educação Tecnológica de São Paulo (CEFET/SP), é uma instituição que oferece educação superior, básica e profissional, de forma pluri curricular.  O IFSP é uma instituição federal, pública, vinculada diretamente ao Ministério da Educação.

Entre as instituições privadas, destacam-se:
- Pontifícia Universidade Católica de São Paulo (PUC-SP): mantida pela Mitra Arquidiocesana de São Paulo, foi fundada em 1946 pelo cardeal arcebispo de São Paulo, Carlos Carmelo de Vasconcellos Mota. Possui cinco campi no estado, sendo três deles na capital paulista, um deles (em Perdizes) tombado pelo Patrimônio Histórico do município. Oferece uma grande gama de cursos de graduação e especialização em diversas áreas de conhecimento humano, e seus cursos de mestrado e doutorado enfocam principalmente as áreas de ciências humanas e educação. A PUC-SP também mantém o teatro Tuca, a editora EDUC e a Derdic, uma escola especial direcionada a crianças portadoras de deficiência auditiva. Foi a primeira universidade brasileira a eleger o reitor por voto direto dos alunos, professores e funcionários.
- Universidade Presbiteriana Mackenzie: mantida pela Igreja Presbiteriana do Brasil, uma das instituições de ensino mais antigas da cidade, datando de 1870, teve sua origem em um colégio fundado pelos missionários norte-americanos George Whitehill Chamberlain e Mary Ann Annesley Chamberlain. Atualmente, mantém cursos em outras cidades brasileiras como Barueri, Brasília e Rio de Janeiro. É composta por dez faculdades, incluindo cursos de graduação e pós-graduação em áreas diversas como Administração de Empresas, Direito, Engenharia, Ciências Biológicas e Arquitetura. Os edifícios do campus principal são tombados pelo Patrimônio Histórico da cidade.

Completam o exemplário acima as seguintes instituições:Universidade Anhembi Morumbi, São Marcos, Universidade Bandeirante de São Paulo (Uniban), Universidade Cruzeiro do Sul (Unicsul), Universidade Paulista (Unip), Centro Universitário das Faculdades Metropolitanas Unidas (FMU), Centro Universitário Adventista de São Paulo (UNASP) e Universidade São Judas Tadeu – entre outras. Além destas universidades, São Paulo também conta com diversos institutos de ensino superior e pesquisa em áreas específicas, entre os quais podem ser destacados a Fundação Armando Álvares Penteado (FAAP) (engenharia, artes e ciências humanas), a Fundação Getúlio Vargas (FGV) (administração e direito) e a Escola Superior de Propaganda e Marketing (ESPM).

## Principais institutos de pesquisa
- Instituto de Pesquisas Tecnológicas (IPT): também instalado em um campus de 240 mil m² na Cidade Universitária Armando de Salles Oliveira, representa um dos maiores núcleos de pesquisa da América Latina, com atuação de destaque no suporte às políticas públicas. Comporta 13 centros de especialidade técnica e 30 laboratórios[15][16] com atuação em pesquisa e desenvolvimento de serviços tecnológicos, ensaios, análises e estudos direcionados a metalurgia, energia, geologia aplicada, química e engenharias em geral, além de incubadoras de empresas de tecnologia.[15]
- Instituto de Pesquisas Energéticas e Nucleares (IPEN): em atividade desde 1956, quando foi criado sob a denominação de "Instituto de Energia Atômica", por um convênio estabelecido entre a USP e o CNP. Atualmente, a gestão técnica e administrativa fica a encargo da Comissão Nacional de Energia Nuclear (CNEN).[17] Suas instalações ocupam uma área total de 500 mil m² na Cidade Universitária Armando de Salles Oliveira (CUASO).[17] Desenvolve estudos em tecnologias nacionais para a produção de materiais e equipamentos nucleares, ensaios com reatores de pesquisa e análise de segurança e procedimentos de proteção radiológica e formação de recursos humanos na área.[17] Em associação com a USP, conduz programas de pós-graduação em nível de mestrado e doutorado.[17]
- Instituto Butantan: pólo de pesquisa biomédica fundado em 1901 na então fazenda Butantan, e atualmente vinculado à Secretaria de Saúde de São Paulo, fabrica antígenos e vacinas diversos, e é o maior produtor nacional de soros antiofídicos.[2] Centro de renome internacional em pesquisa científica de animais peçonhentos, conta com 14 laboratórios e um núcleo de biotecnologia.[3]
- Instituto Biológico: instituído em 1927, com vistas a debelar uma praga que vicejava nos cafezais paulistas, dedica-se atualmente ao desenvolvimento de pesquisas em biossegurança e à prestação de atendimento fito e zoossanitário.[18] Executa testes laboratoriais e produz vacinas e antígenos diversos. Também é responsável por uma série de publicações e boletins científicos e mantém sob sua guarda um importante acervo de microorganismos patogênicos.[18]
- Instituto Pasteur: como entidade ligada à Secretaria de Saúde de São Paulo, dedica-se à pesquisa científica sobre a raiva animal. Fundado em 1903,[19] impulsionou sobremaneira as pesquisas sobre bacteriologia e zoopatologias, consolidando-se como uma das principais referências da área na América Latina.[19]
- Instituto de Medicina Tropical de São Paulo (IMTSP): criado em 1959,[20] como um órgão complementar da Faculdade de Medicina da USP, e com o objetivo pleno de fomentar pesquisas e subvencionar estudos científicos e tecnológicos para o diagnóstico, tratamento, controle e prevenção de doenças tropicais e endêmicas,[20] converteu-se, em 2000, em unidade especializada, gozando de total autonomia administrativa interna.[20] Desempenhou significativas contribuições científicas nacionais e internacionais em diversos campos, além de atuar como centro de formação, aperfeiçoamento e prestação de serviços especializados na área.[20]
- Instituto Florestal: criado em 1896 sob a denominação "Horto Botânico de São Paulo",[21] visa à preservação das matas nativas remanescentes no estado. Também subsidia atividades de pesquisa direcionadas à conservação de espécies silvestres ou raras, ao reflorestamento e silvicultura racional, além de programas de educação ambiental. É detentor de um grande patrimônio físico de parques e reservas.[21] Está localizado no Horto Florestal.

## Polo científico
Os bairros de Vila Olímpia, Itaim Bibi e Brooklin Novo, localizados na Zona Sul da cidade de São Paulo, também se destacam entre as regiões high tech do país, concentrando sedes e filiais de grandes empresas globais do ramo.

### Outros
A região do Vale do Paraíba, Santos e a cidade Ribeirão Preto, todas no interior de São Paulo, também são reconhecidas nesse quesito.[carece de fontes?]
Com vistas a fortalecer as políticas voltadas para o agronegócio, recentemente foi lançado o Vale do Piracicaba, também conhecido como AgTechValley, inspirado no Vale do Silício, localizado na cidade de Piracicaba, interior de São Paulo, tendo como referência a Escola Superior de Agricultura "Luiz de Queiroz" (ESALQ).
Referido projeto visa fortalecer as políticas voltadas para o setor do agronegócio, a fim de atrair investimentos para consolidar a posição de destaque do município no desenvolvimento de tecnologias agrícolas. A título de conhecimento, 65% dos equipamentos fornecidos ao setor sucroalcooleiro são provenientes do referido município.